# Колодезное судно

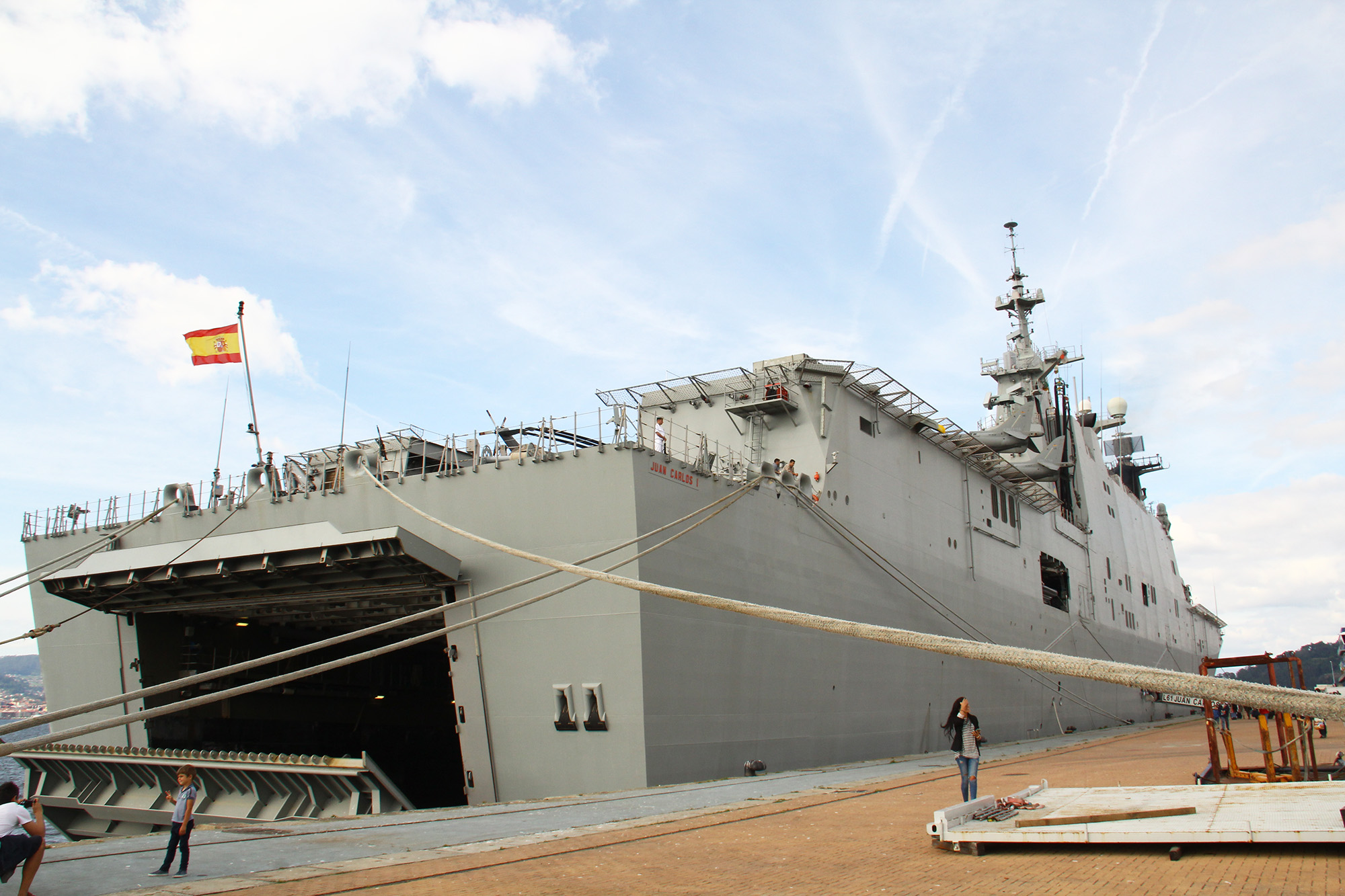
Колодезное судно предусмотрен в корме корпуса.

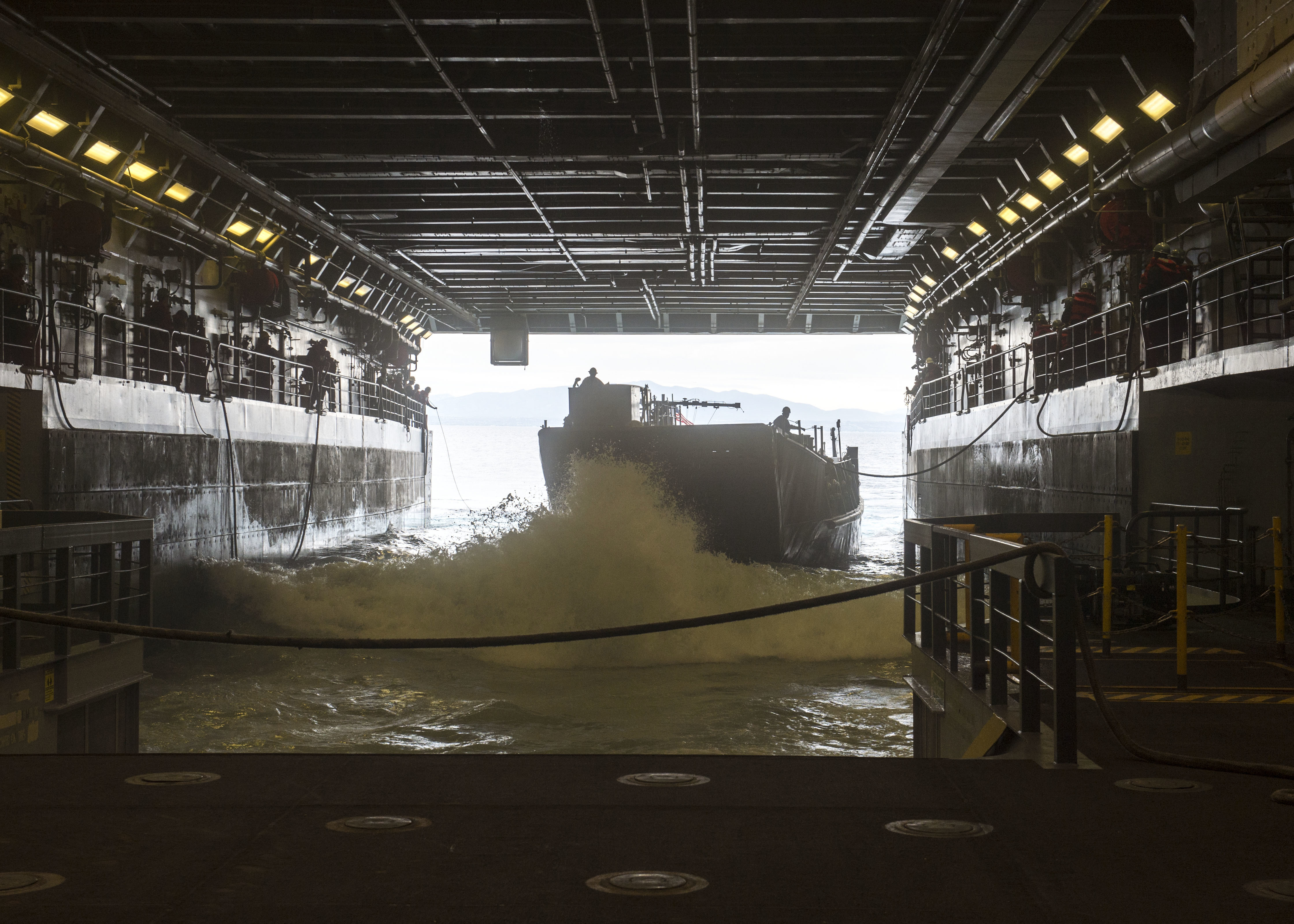
ДКА возвращается в колодезное судно на Десантные транспорты-доки типа «Сан-Антонио».

Колодезное судно — разновидность морских грузовых судов, конструктивной особенностью которых является сравнительно короткий пространственный промежуток верхней палубы между средней надстройкой и полубаком или между средней надстройкой и полуютом. Обычно этот участок ограничивается высоким и прочным фальшбортом, что позволяет перевозить там палубные грузы без зачисления их в регистровый тоннаж. Этот участок получил название «колодца», его длина составляет не более 30 % от общей длины судна.